# Usson-du-Poitou
Usson-du-Poitou település Franciaországban, Vienne megyében. Lakosainak száma 1226 fő (2022. január 1.). Usson-du-Poitou Bouresse, Château-Garnier, Payroux, Queaux, Saint-Martin-l’Ars, Saint-Secondin és Le Vigeant községekkel határos.

## Népesség
A település népessége az elmúlt években az alábbi módon változott:
| Lakosok száma | 1301 | 1282 | 1292 | 1260 | 1257 | 1251 | 1245 | 1236 | 1226 |
|               | 2013 | 2015 | 2016 | 2017 | 2018 | 2019 | 2020 | 2021 | 2022 |